# RheinEnergieStadion
RheinEnergieStadion er et fodboldstadion i Køln i Tyskland og er normalt hjemmebane for 1. FC Köln. Tidligere var stadionet kendt under navnet Müngersdorfer Stadion, men skiftede i 2004 på grund af en sponsorkontrakt. Der er en kapacitet på 50.374 som under VM i fodbold 2006 bl.a. blev brugt til ottendedelsfinale.